# Södra Vi hälsobrunn
Södra Vi hälsobrunn var en hälsobrunn i Södra Vi socken, Vimmerby kommun, i dagens samhälle Södra Vi.
Källan upptäcktes 1759 av prosten Johan Arendt Grape. Undersökningar hade visat att vattnet skulle vara lika effektivt som det vid Medevi brunn att bota "hysteriska plågor, och moderssjukor samt maskar". 1763 stod brunnshuset färdigt och anläggningen kunde öppna sin verksamhet. Johan Arendt Grape fick dock själv aldrig uppleva dess utveckling; 1767 begick han självmord genom att dränka sig i sjön Krön. Hälsobrunnen kom trots det att fortsätta utvecklas. Till en början inkvarterades brunnsgästerna hos de tio bönderna i byn, och ganska snart började man förutom brunnsdrickning även anordna bad i gyttja och radiumhaltigt vatten. Under 1780-talet leddes verksamheten av målaren Alexander Sebaldt. Under en lång tid hade man problem med underhåll och drift av anläggningen men 1814 blev provinsialläkaren i Vimmerby Svante Hanström brunnsintendent varvid förhållandena ordnades. 1815 uppfördes ett badhus med två badrum och ett kokrum. 1825 uppfördes ännu ett badhus. Under Svante Hanströms tid som brunnsintendent fram till 1840-talet utvecklades Södra Vi hälsobrunn till en modern brunnsort. 1858 byggdes badhusen till, 1867 renoverades matsalen och vid ungefär samma tid byggdes även en kägelbana. 1867 brann det ena badhuset ned, men återuppfördes kort därefter, men brann på nytt ned 1915 för att åter byggas upp. 
1946 upphörde verksamheten vid brunnen. Området med brunnsparken köptes dock in av Södra Vi landskommun och gjordes till hembygdsmuseum.